# St. Andreas (Glehn)

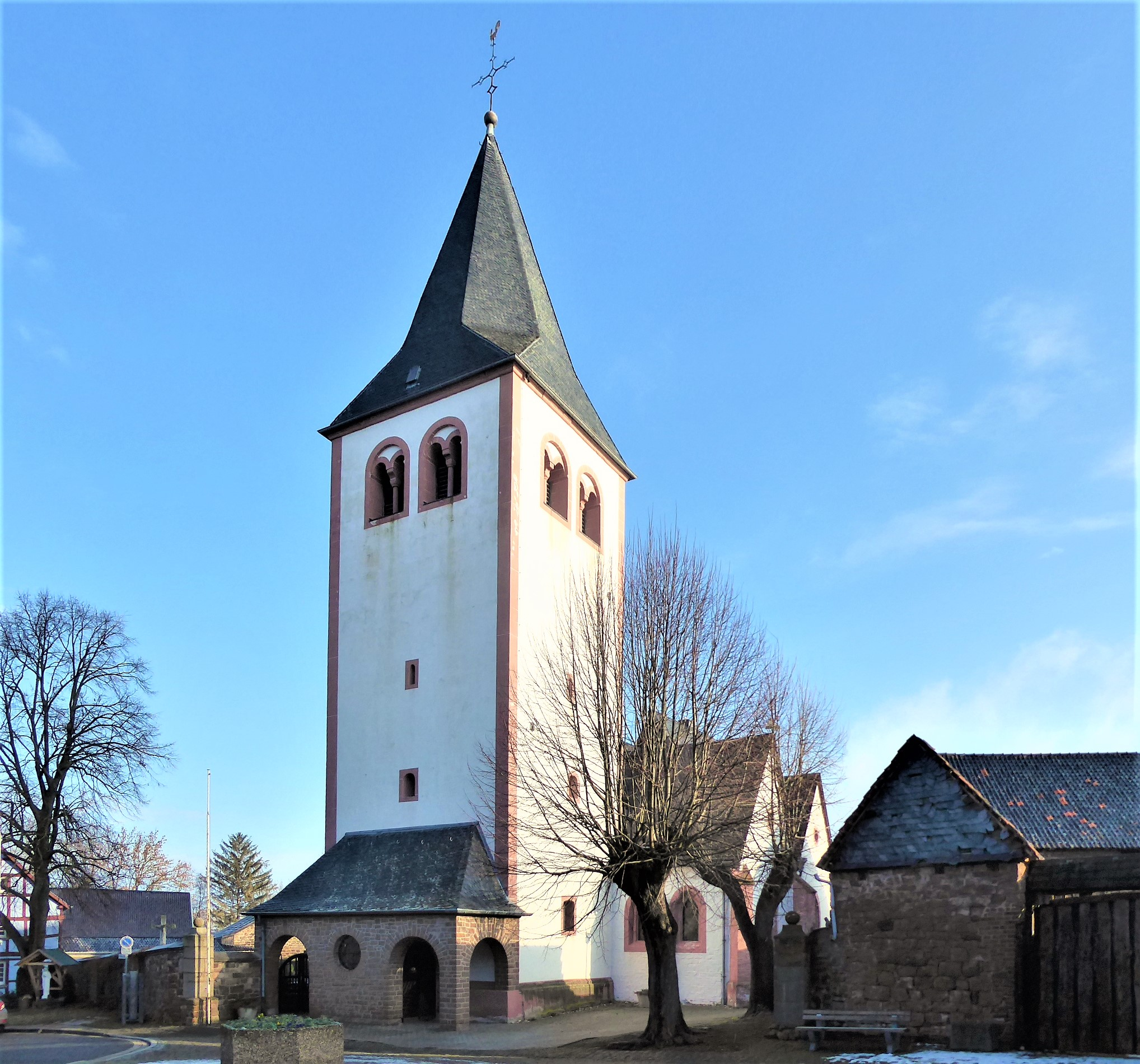
St. Andreas, Blick zum Turm

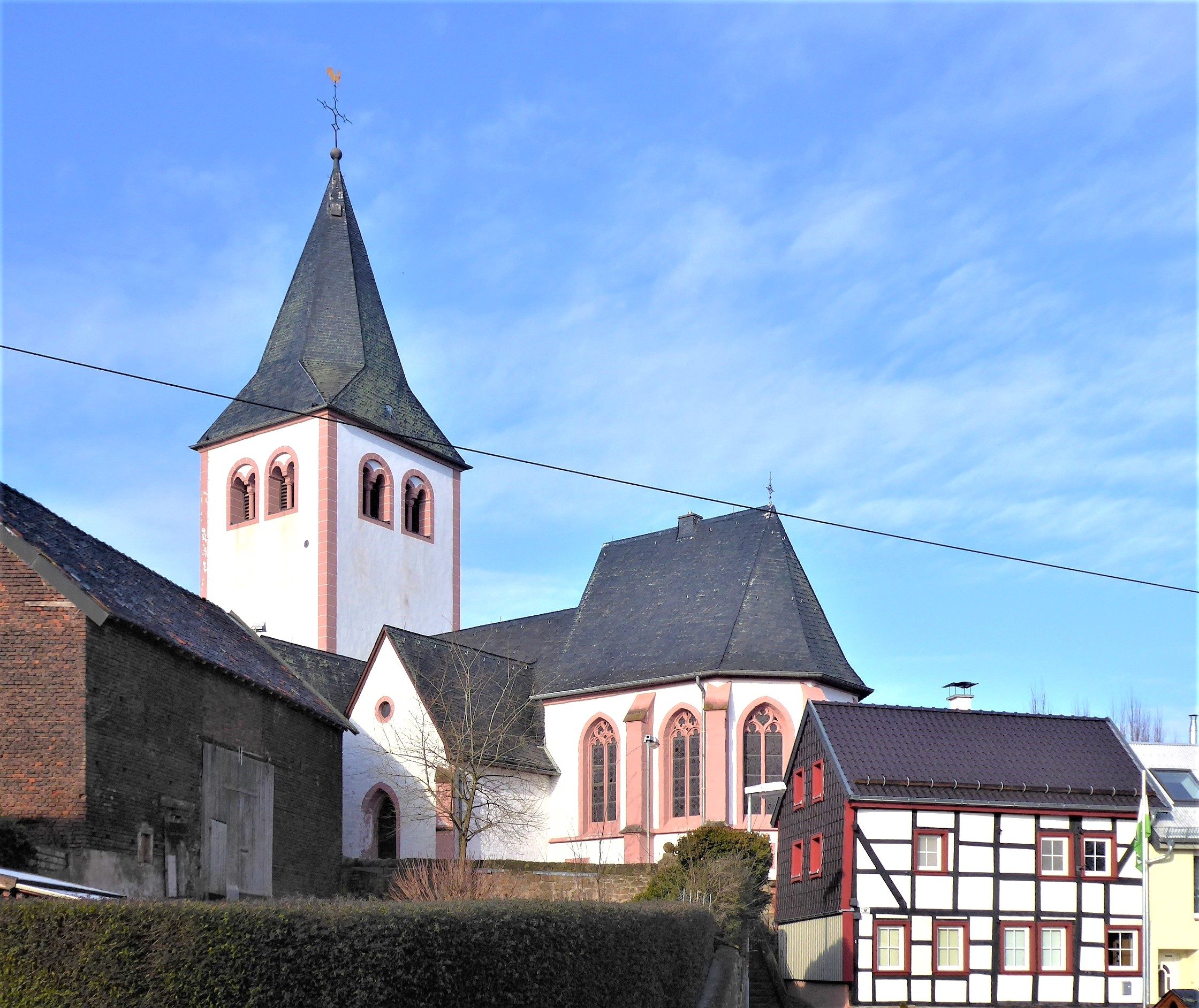
St. Andreas, Glehn

St. Andreas ist eine römisch-katholische Pfarrkirche im Mechernicher Ortsteil Glehn im Kreis Euskirchen in Nordrhein-Westfalen.

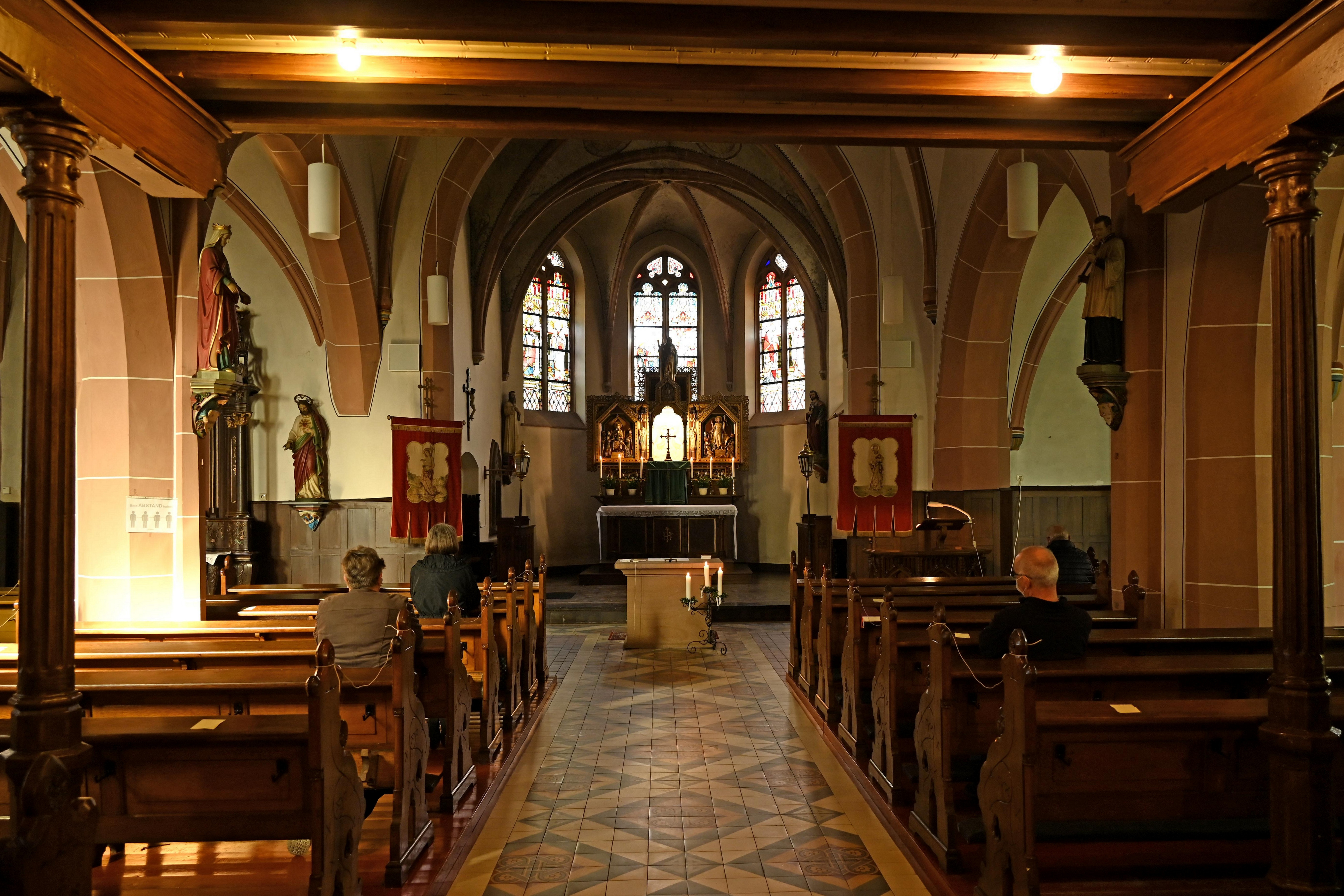
Innenraum, Blick zum Altar

Das Gotteshaus ist dem hl. Apostel Andreas geweiht und unter Nummer 121 in die Liste der Baudenkmäler in Mechernich eingetragen. Zur Pfarre gehört auch Hostel mit der Kapelle zu den heiligen Mauren.

## Lage
St. Andreas befindet sich im Ortskern von Glehn an der Weberstraße Ecke Fronhofstraße.

## Geschichte
Glehn ist eine uralte Pfarrei. Bereits 1291 wird ein Pastor namens Nikolaus genannt, folglich gab es schon damals eine Kirche in Glehn. Auch im Liber valoris von 1308 wird Glehn als Pfarre im Dekanat Zülpich aufgeführt. Das Patronatsrecht besaß bis zur Franzosenzeit seit mindestens 1284 das Andreasstift in Köln. Auf dieses Stift ist auch das Patrozinium der Pfarrkirche zurückzuführen. Die Pfarre war ursprünglich wesentlich größer, so gehörten die Orte Bergbuir, Denrath, Kalenberg und Lückerath ebenfalls zur Pfarre. Diese Orte wurden jedoch 1803 umgepfarrt. Kalenberg kam zur Pfarre Dottel, die anderen genannten Orte kamen zur Pfarre Bleibuir. Somit verblieb nur Hostel bei Glehn. In dieser Zeit kam die Pfarre auch an das neugegründete Bistum Aachen, 1825 fiel der Ort wie zuvor wieder an das Erzbistum Köln und seit 1930 gehört Glehn nun zum wiedererrichteten Bistum Aachen.

## Baugeschichte
Von der im Liber valoris genannten Kirche ist noch der Turm erhalten, er wurde im 12. Jahrhundert errichtet. Im 15. Jahrhundert wurde das romanische Kirchenschiff abgerissen und durch ein zweischiffiges Kirchenschiff mit Chor im Stil der Gotik ersetzt. 1866 wurde ein südliches Seitenschiff angebaut, wodurch nun eine dreischiffige Halle entstanden war. In dieser Form hat sich die Pfarrkirche bis heute nahezu unverändert erhalten.
Der Zweite Weltkrieg richtete nur geringe Schäden an, ein Erdbeben 1951 setzte dem Bau allerdings stark zu. Die Schäden konnten erst bis 1961 behoben werden, die Leitung dieser Arbeiten hatte Architekt Werner Geyer aus Mechernich inne. 1984 wurde das Gotteshaus erneut renoviert.

## Baubeschreibung
St. Andreas ist eine dreischiffige und zweijochige Stufenhallenkirche mit fünfseitig geschlossenem Chor in Form der Gotik. Der Chor hat ein erhöhtes Dach, die Joche der Seitenschiffe und die Sakristei haben eigene Querdächer. Die Sakristei ist an der Nordwand des Chores angebaut. Das Innere wird von Kreuzrippengewölben überspannt. An der Westseite der Kirche ist ein dreigeschoßiger romanischer Glockenturm vorgebaut, mit achtseitigem geknicktem Helm. In den 1950er Jahren ist am Turm eine Vorhalle aus Bruchsandstein vorgebaut worden.

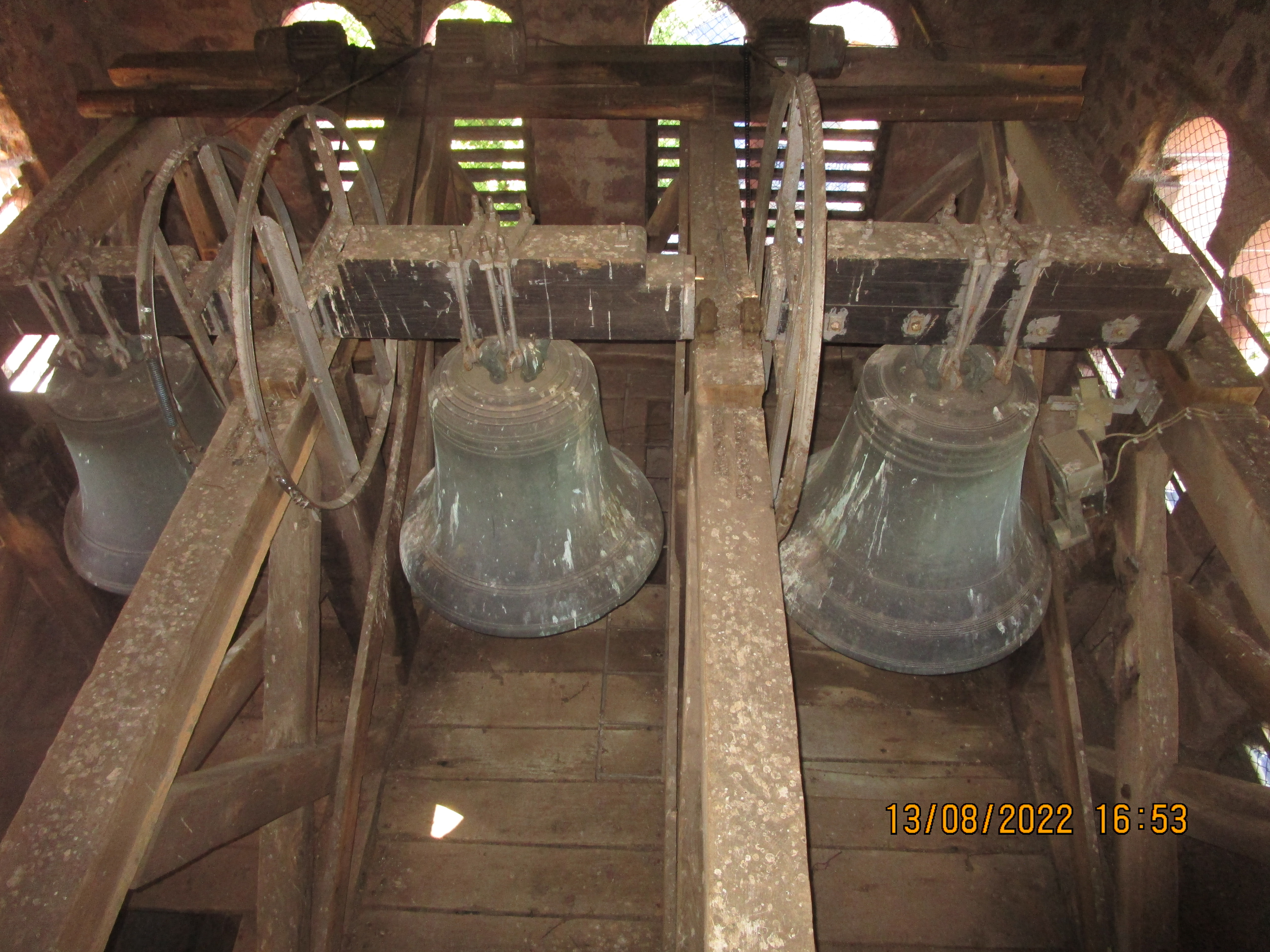
Glockengeläut im Turm, rechts große Glocke aus dem Jahr 1613 mit automatischem Stundenanschlag (Uhr).

## Glockengeläut mit drei Glocken
Im Turm befinden sich zwei Glocken aus dem 15. Jahrhundert (1424 und 1485) sowie eine Glocke aus dem 17. Jahrhundert (1613).

## Ausstattung
Im Innenraum hat sich eine historische Ausstattung erhalten. Die beiden Seitenaltäre in den Seitenschiffen sind barock und wurden im 18. Jahrhundert angefertigt. Der Hochaltar im Chor stammt aus Ende des 19. / Anfang des 20. Jahrhunderts und wurde im neuromanischen Stil angefertigt.
Die Buntglasfenster wurden allesamt vor dem Krieg angefertigt und nicht zerstört. Die Fenster im Chor wurden um 1900 geschaffen. Sie zeigen Maria und Johannes unter dem Kreuz, den hl. Karl Borromäus und die hl. Julia von Korsika, die hl. Barbara von Nikomedien und den hl. Hilarius von Poitiers. Die Fenster in den Seitenschiffen wurden von der Firma H. Oidtmann aus Linnich etwa 1920 eingesetzt. Auch diese Fenster stellen Heilige dar.

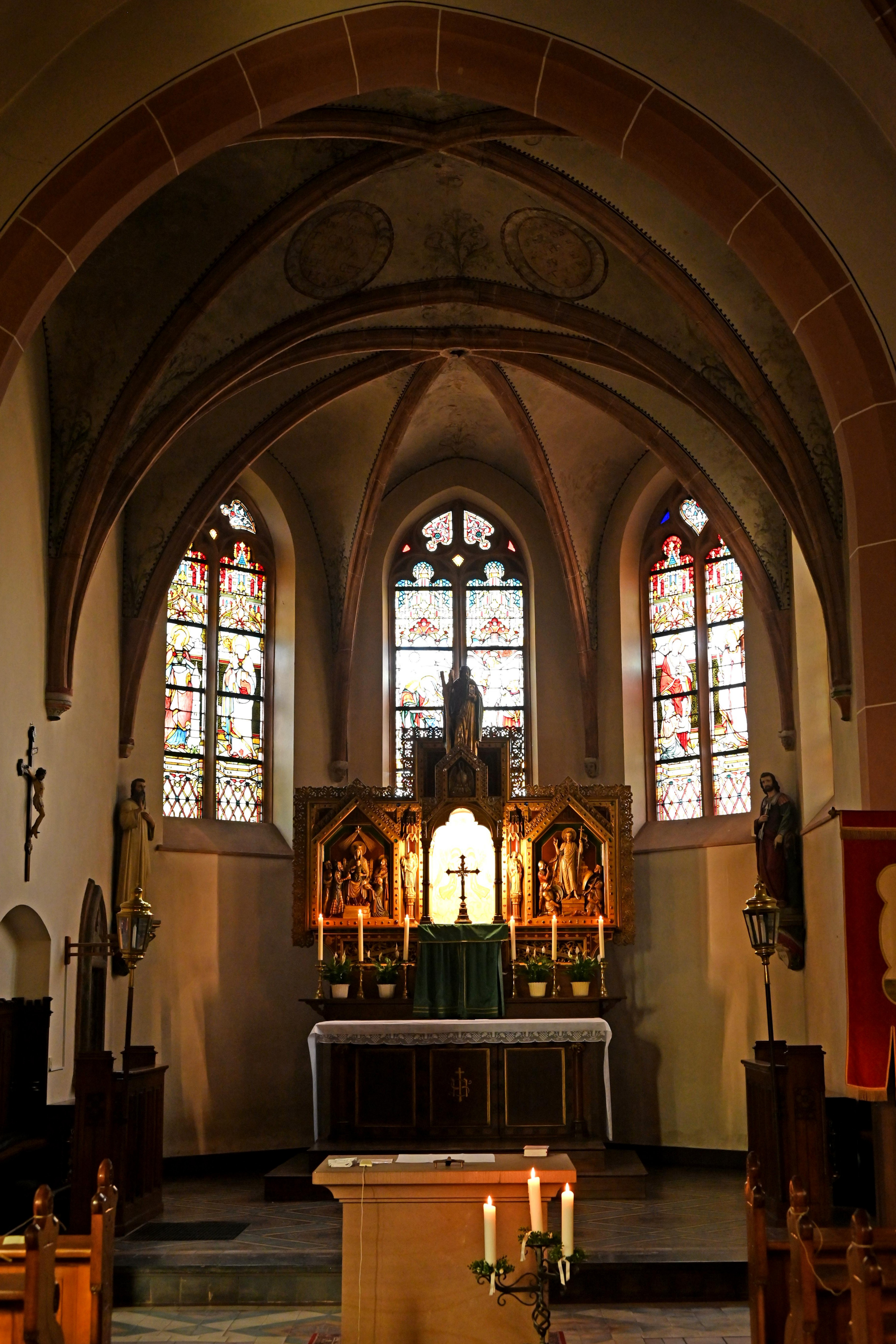
Altarraum
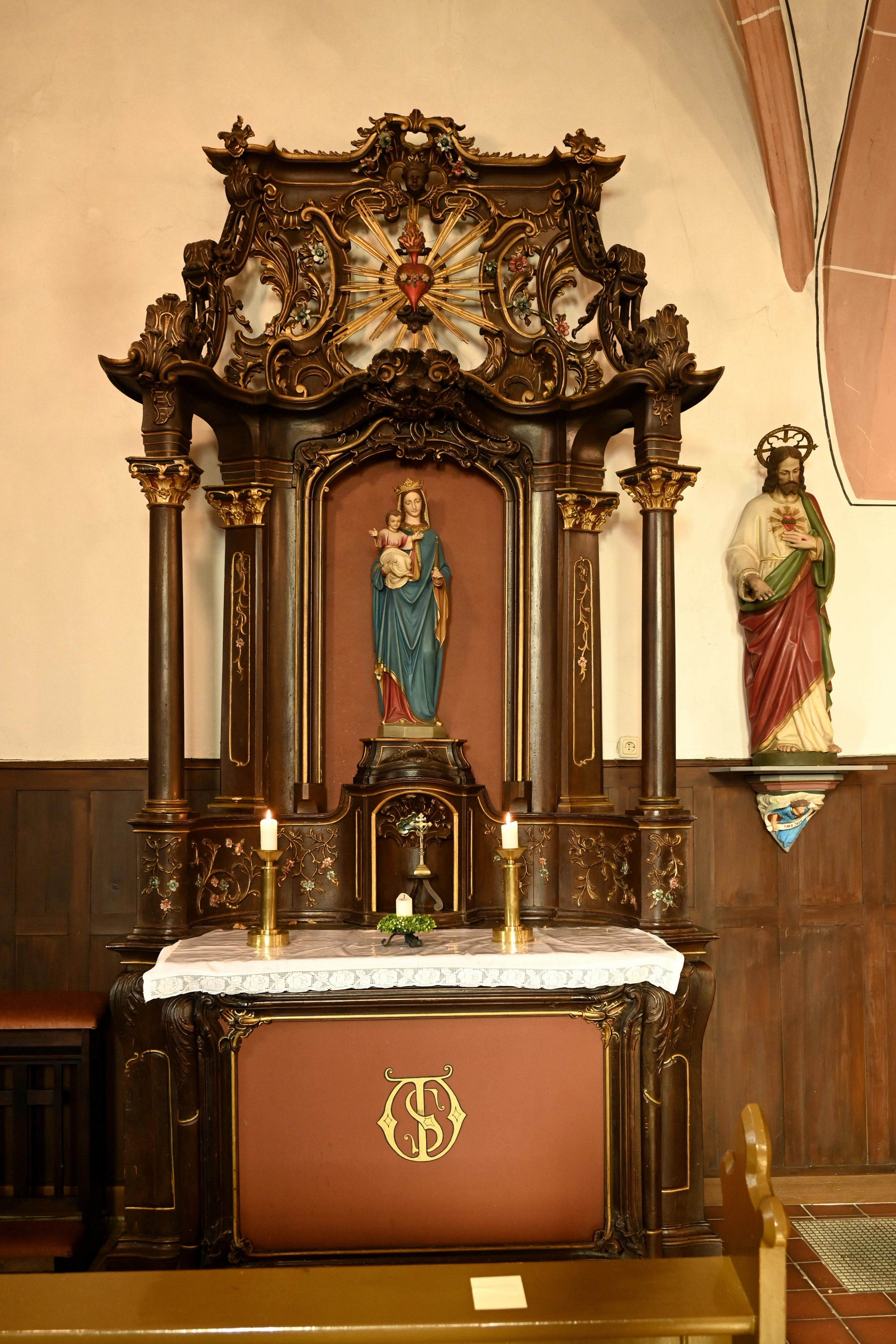
Marienaltar
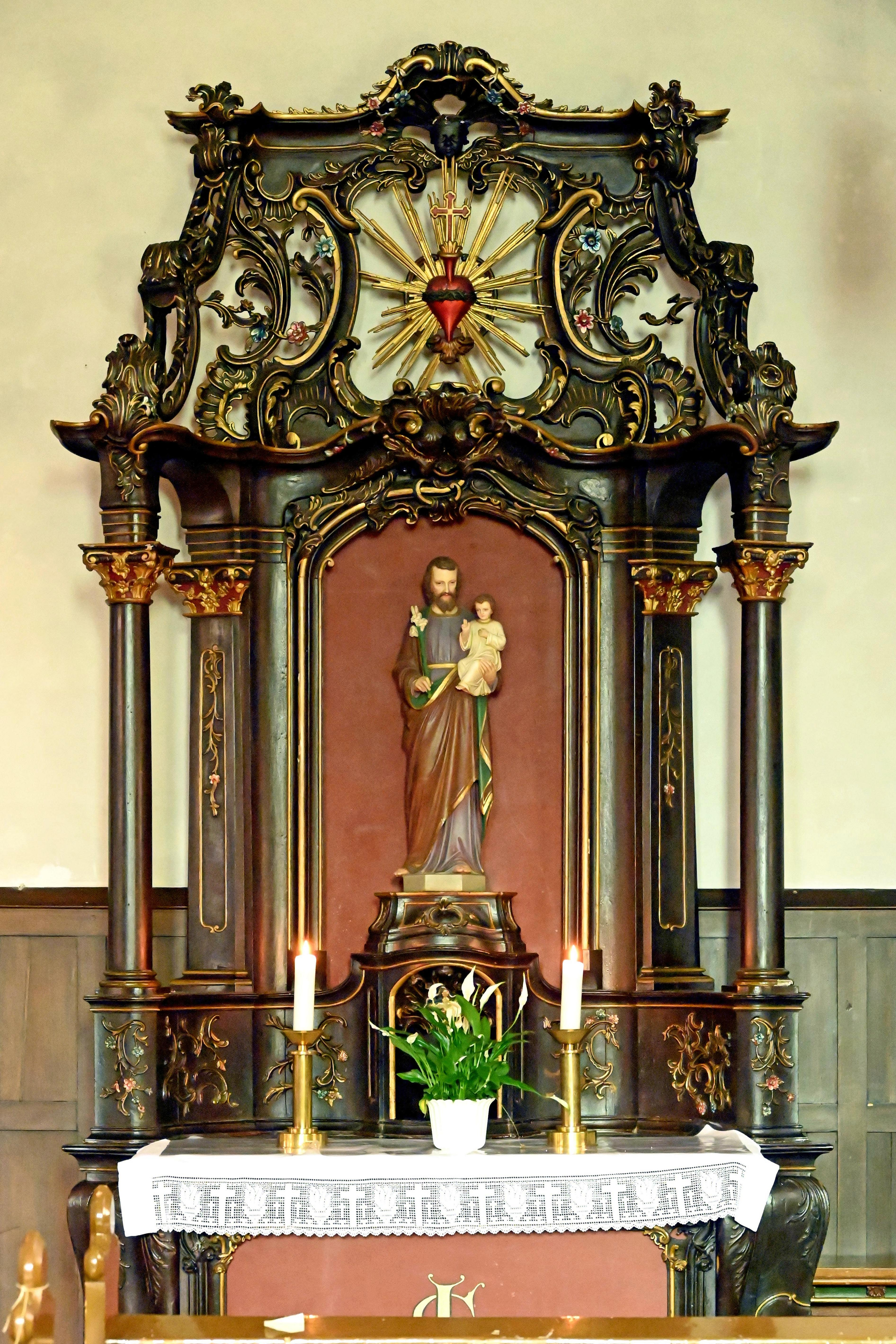
Josefsaltar
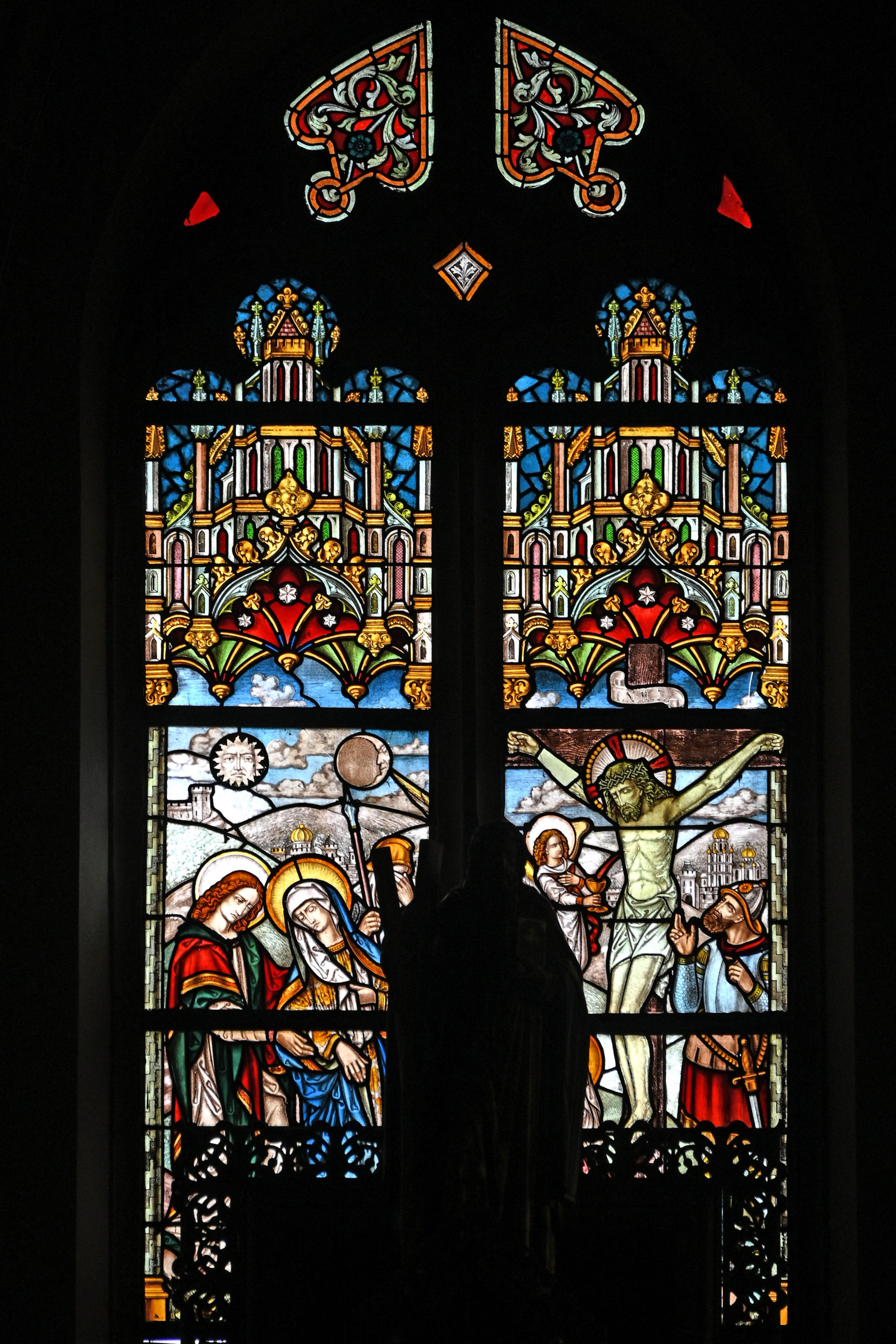
Chorfenster (um 1900)
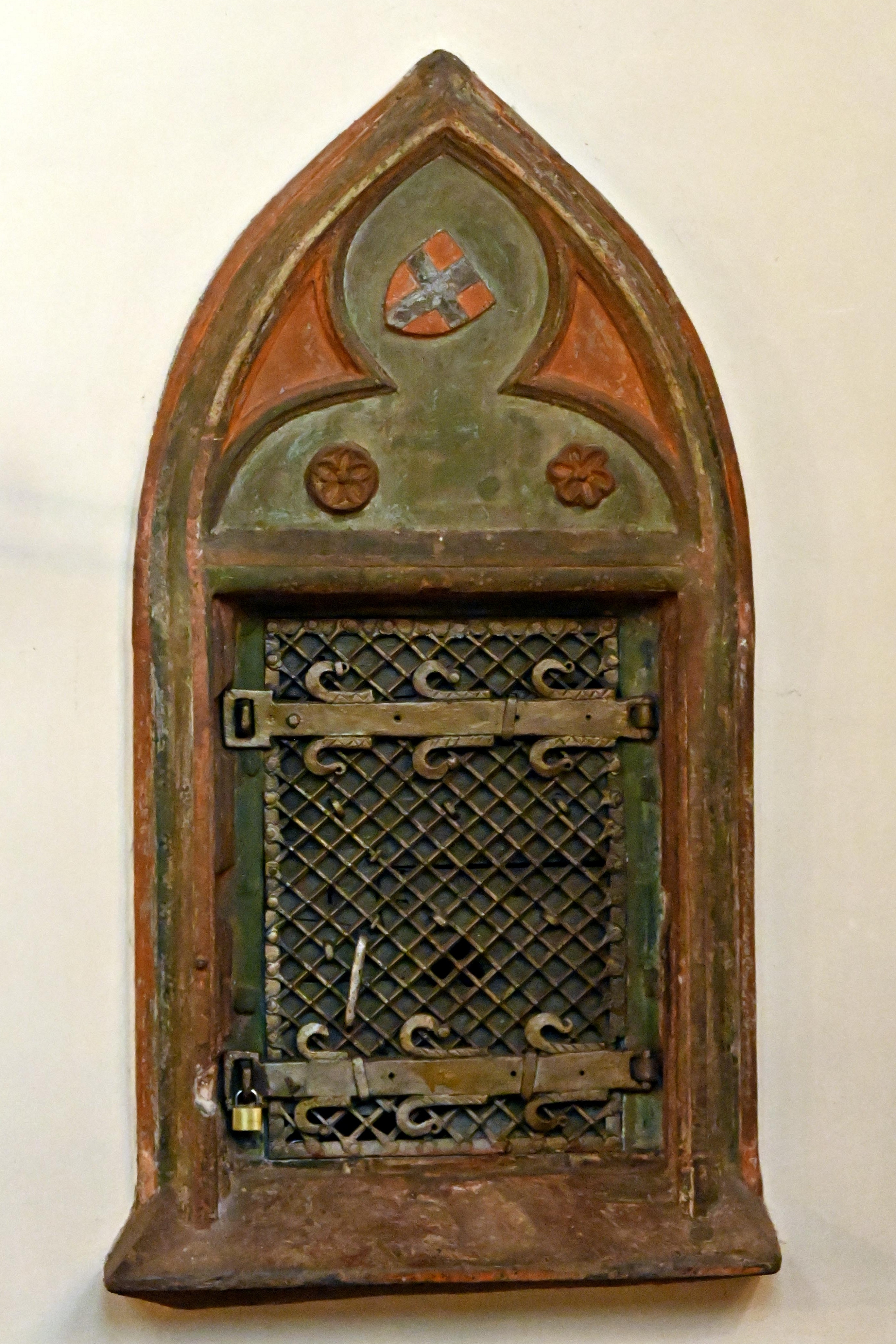
got. Tabernakel
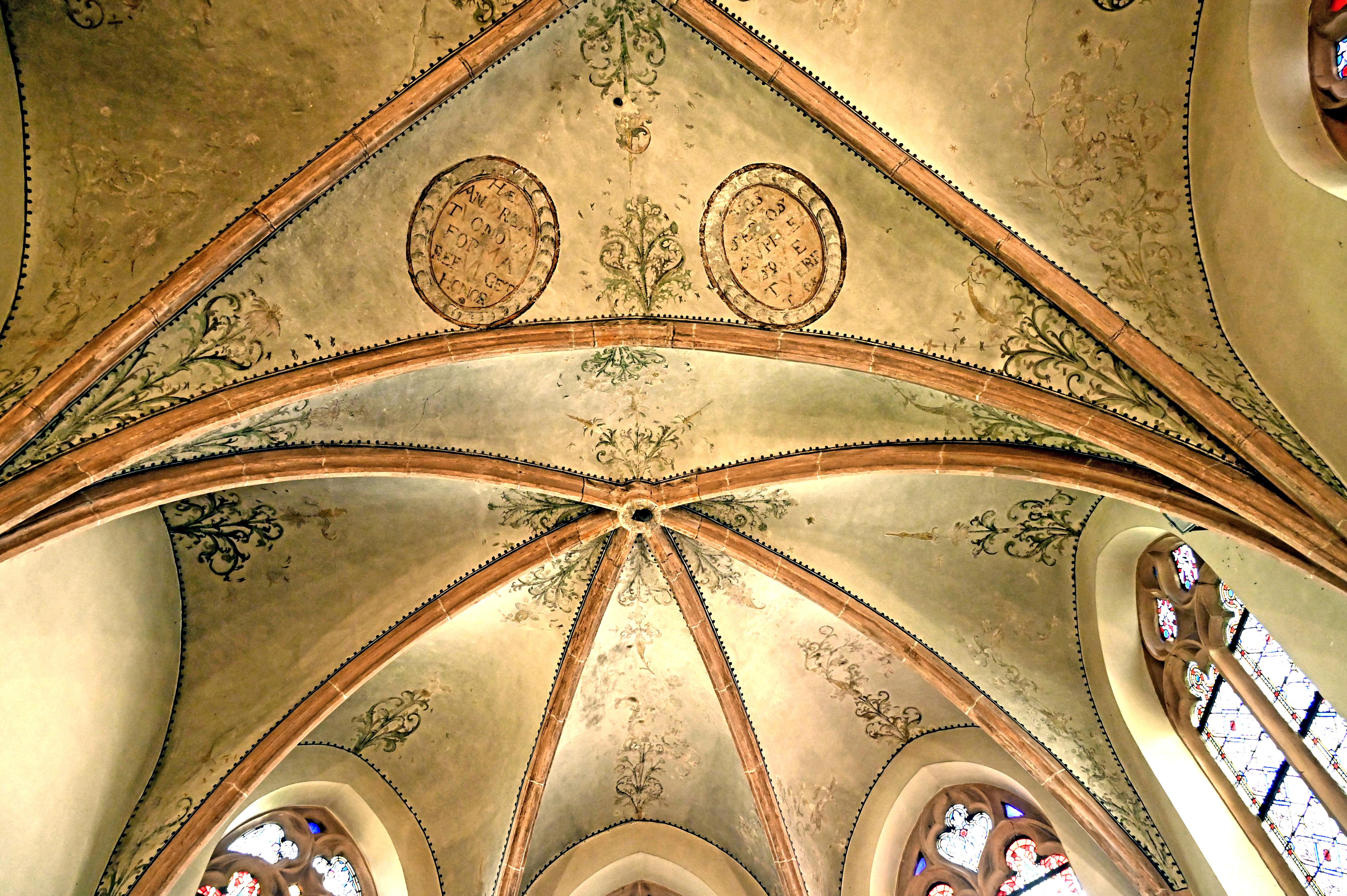
Gotisches Gewölbe

## Orgel

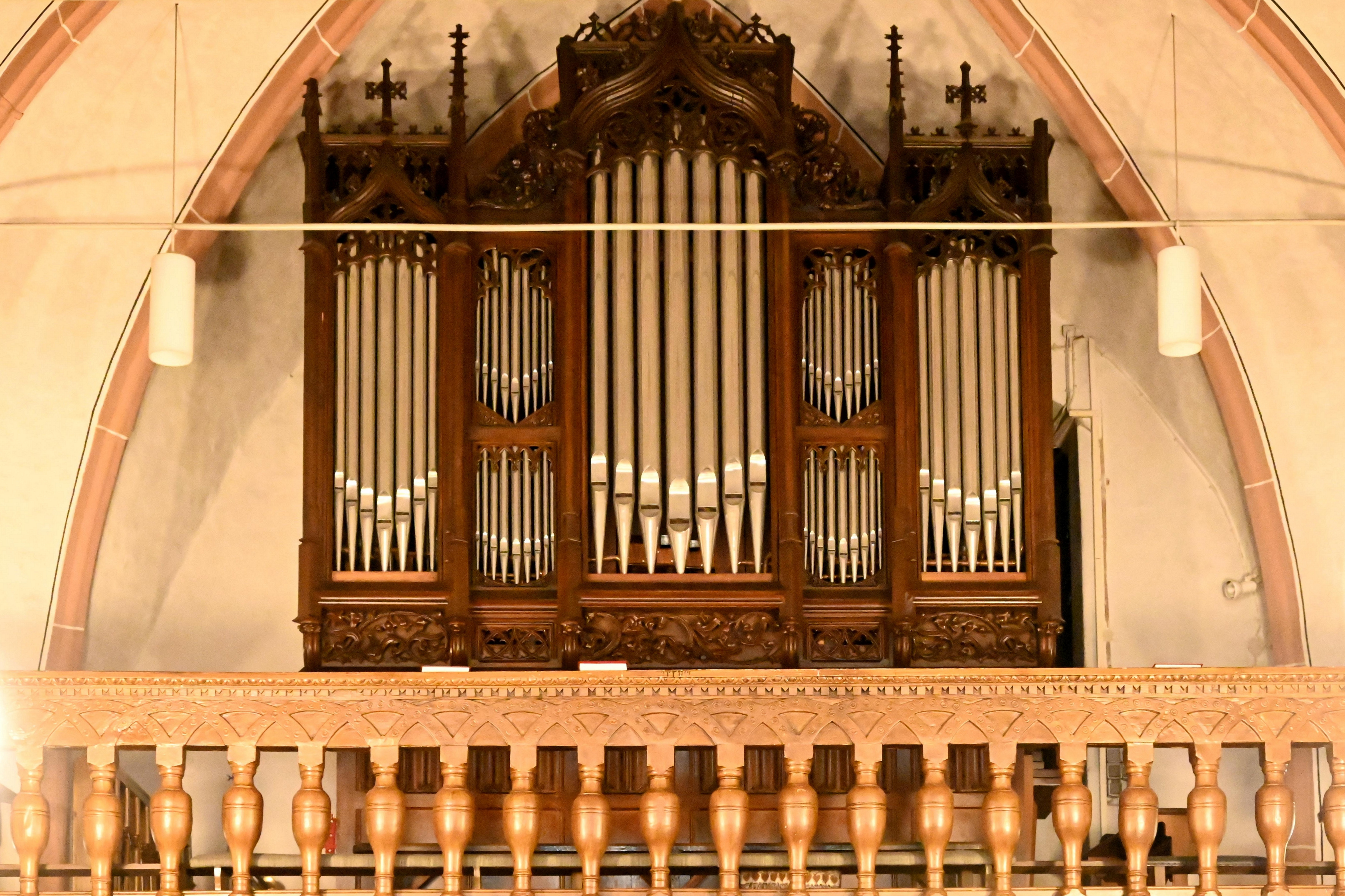
Orgel der Gebrüder Müller von 1850

Die Orgel ist ein Werk der Gebrüder Müller aus Reifferscheid, die sie 1850 erbaut haben. Sie stand zunächst in einer anderen Kirche, wurde aber 1870 in die Pfarrkirche von Glehn umgesetzt. Durch Weimbs Orgelbau erfolgte 1996 eine Restaurierung. Das zweimanualige Instrument verfügt über zehn Register. Die Register des II. Manuals sind Transmissionen, das Pedal ist angehängt. Die Disposition lautet wie folgt:
| I Manual C–f3        |       |
| Bordun               | 16′   |
| Principal            | 8′    |
| Gamba                | 8′    |
| Hohlflöte B/D        | 8′    |
| Octave               | 4′    |
| Flauto Dolce         | 4′    |
| Quinte (ab fis)      | 2 ⁄3′ |
| Octave               | 2′    |
| Cornett III (ab fis) |       |
| Trompete B/D         | 8′    |

| II Manual C–f3  |       |
| 0               |       |
| 0               |       |
| Gamba           | 8′    |
| Hohlflöte B/D   | 8′    |
| 0               |       |
| Flauto Dolce    | 4′    |
| Quinte (ab fis) | 2 ⁄3′ |

| Pedal C–d1 |
| angehängt  |

## Pfarrer
Folgende Priester wirkten bislang als Pfarrer in der Pfarre St. Andreas:
| von – bis | Name              |
| --------- | ----------------- |
| 1924–1941 | Nikolaus Albertus |
| 1941–1967 | Karl Paulus       |
| 1967–1993 | Otto Böhm         |
| Seit 1997 | Heinz-Josef Arenz |